# Waveland, Mississippi
Waveland är en ort i Hancock County i Mississippi. Enligt 2020 års folkräkning hade Waveland 7 210 invånare. Orten drabbades hårt av Orkanen Camille år 1969 och Orkanen Katrina år 2005.

## Kända personer från Waveland
- Johnny Dodds, jazzmusiker